# Cyphoma guerrinii
Cyphoma guerrinii is een slakkensoort uit de familie van de Ovulidae. De wetenschappelijke naam van de soort is voor het eerst geldig gepubliceerd in 2001 door Fehse.